# Ukraiński skandal Trumpa
Ukraiński skandal Trumpa (ang. Trump–Ukraine scandal) – afera dotycząca działań prezydenta Stanów Zjednoczonych, Donalda Trumpa, mających na celu skłonienie władz Ukrainy do współpracy zmierzającej do oczerniania polityka Partii Demokratycznej Joego Bidena (kandydata na stanowisko prezydenta w wyborach w 2020 r.) i popierania stanowiska Trumpa dotyczącego skandalu związanego z rosyjską ingerencją w amerykańskie wybory prezydenckie w 2016 roku. D. Trump zablokował m.in. przekazanie Ukrainie kwoty 400 milionów dolarów do czasu, aż prezydent Ukrainy Wołodymyr Zełenski wyrazi zgodę na współpracę z nim.
Skandal został ujawniony w lecie 2019 r. przez whistleblowera i wzbudził kontrowersje związane z etyką i legalnością postępowania Trumpa wykorzystującego środki finansowe zatwierdzone przez Kongres do nakłaniania rządu innego państwa do ingerowania w wybory w USA dla osobistych korzyści politycznych prezydenta. Skandal doprowadził do rozpoczęcia 24 września 2019 r. procesu impeachmentu wobec Trumpa.